# Ole Andreas Nilsen
Ole Andreas Nilsen (Tromsø, 15 marzo 1976) è un ex calciatore norvegese, di ruolo centrocampista.

## Carriera

### Club
Nilsen giocò per il Tromsø dal 1995 al 2006. Totalizzò 206 presenze per la squadra, con 11 reti. Fece parte della squadra che vinse la Coppa di Norvegia 1996.

## Palmarès

### Giocatore

#### Club

##### Competizioni nazionali
- Coppa di Norvegia: 1

Tromsø: 1996